# 赫斯珀里得斯

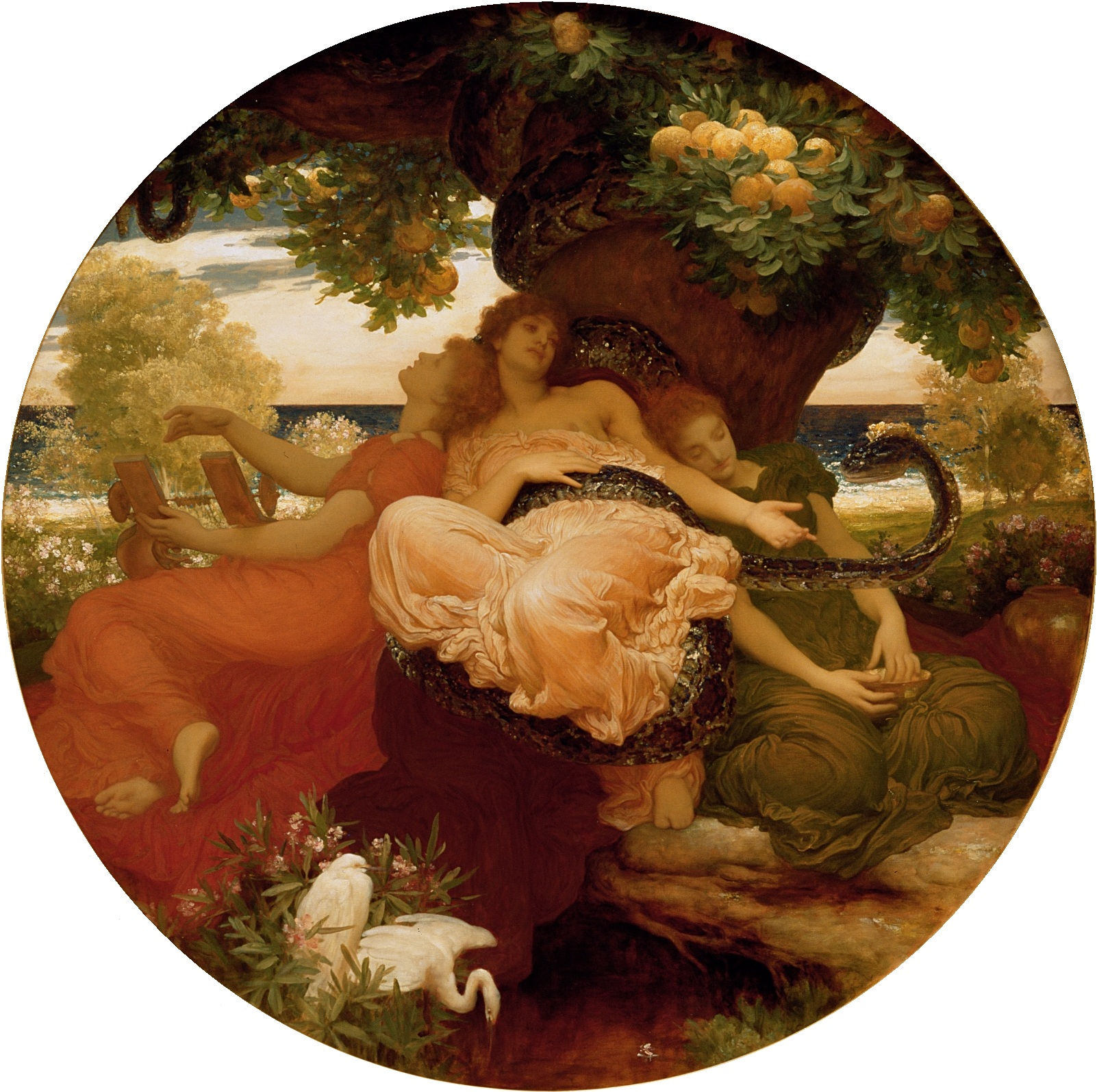
《赫斯珀里得斯姊妹的果园》（弗雷德里克·雷頓于1892年创作的油画。雷頓以代表三姊妹名字的晚霞色彩，描绘出了这个日落花园。）

赫斯珀里得斯（希腊文：Ἑσπερίδες、拉丁文：Hesperides），是希腊神话中看守极西方赫拉金苹果圣园的仙女，她们歌声嘹亮，主要由三位姐妹组成。赫斯珀里得斯在希腊文中的意思则是“日落处的仙女”。普遍来说赫斯珀里得斯姊妹是提坦巨神阿特拉斯的女儿，阿特拉斯也居住在圣园附近，并且双肩顶着苍天。

## 神话
天后赫拉将一颗金苹果树种在了赫斯珀里得斯姊妹的果园里并委托这三姊妹为她照料这颗金苹果树，因为这棵神树是大地之母盖亚送给赫拉和宙斯的结婚礼物。在大英雄海克力斯的十二项任务中，其中有一项就是摘取赫斯珀里得斯果园里的金蘋果。後來海克力斯以替阿特拉斯背负苍天作为交易，让赫斯珀里得斯姊妹为他摘来了金苹果，好完成他的第十一个任务。得到金苹果的赫拉克勒斯将其供奉在雅典娜神像前，雅典娜认为金苹果不该放在其他地方，所以金苹果又被雅典娜送回圣园，让赫斯珀里得斯姊妹继续看管金苹果。之后，参与阿耳戈英雄冒险的俄耳甫斯在寻找水源的途中遇到了善于唱歌的赫斯珀里得斯姊妹，请求她们指示一处有泉水的地方。其中最为仁慈的埃格勒告诉他，前来盗取金苹果的赫拉克勒斯从沙漠而来，因口渴难耐找不到水源，便用脚踢了一块岩壁，岩壁的裂缝中随即流出了清凉的泉水，埃格勒说着便把山泉的位置告诉了俄耳甫斯。

## 来历
赫斯珀里得斯姊妹的人数有3人、4人或7人。维吉尔史诗《埃涅阿斯纪》4. 484 中记载有：赫西俄德说她们是夜神之女，金苹果圣园的看守者，三姊妹的名称是埃格勒（Aigle、光辉 - 夕阳女神）、厄律提亚（Erytheia、深红 - 晚霞女神）、赫斯珀剌瑞图萨（Hesperarethusa、黄昏 - 暮色女神），她们代表着赫斯珀里得斯圣园日落时霞光色彩的变化。而伪阿波罗多洛斯的著作《书库》中称她们为“美音的赫斯珀里得斯”，把她们说成是四个人，将“牛眼睛的赫斯珀剌瑞图萨”分成了赫斯珀里亚（Hesperia）和阿瑞图萨（Arethusa），从而组成了四人的赫斯珀里得斯姊妹，她们是提坦神阿特拉斯和普勒俄涅的女儿；一说赫斯珀里得斯四姊妹是福耳库斯和刻托之女，她们是埃格勒（Aegle）、赫斯珀里厄（Hesperie）、美杜莎（Medusa）、阿瑞图萨（Arethusa）。古代瓶绘艺术的故事中说她们是利帕拉（Lipara、柔和之光）、阿斯忒洛珀（Asterope、闪耀之光）、克律索忒弥斯（Chrysothemis、黄金秩序）、许癸厄亚（Hygieia、健康）。其中三人说最为普遍。
公元前3世纪的古希腊诗人阿波罗尼奥斯（Apollonius Rhodius）说三姊妹是埃格勒（Aigle）、厄律忒伊斯（Erytheis）、赫斯珀瑞（Hespere）。许癸努斯的序言中说她们是埃格勒（Aegle）、赫斯珀里厄（Hesperie）、埃里卡（Aerica）。另外金星神赫斯珀洛斯的三个女儿则说成是埃格勒（Aegle）、阿瑞图萨（Arethusa）、赫斯珀瑞图萨（Hesperethusa）。
也有些传说把赫斯珀里得斯姊妹说成是七位美丽的仙女，她们是阿特拉斯和黄昏女神赫斯珀里斯的女儿们。她们居住在位于世界极西部的阿特拉斯山上，埃及国王部西里斯（Busiris）是她们的近邻，他派出一群强盗去抢夺赫斯珀里得斯姊妹的金苹果。当赫拉克勒斯完成他的第十一件功绩时，他杀死了强盗，救出了赫斯珀里得斯七姊妹。欧洲天文学家彼得鲁斯·阿皮亚努斯（Petrus Apianus）说她们是埃格勒（Aegle）、厄律忒亚（Erythea）、阿瑞图萨（Arethusa）、赫斯提亚（Hestia）、赫斯珀拉（Hespera）、赫斯珀洛萨（Hesperusa）、赫斯珀瑞亚（Hespereia）。古代瓶绘艺术的故事中除了上述四人外，又另外给出了七个名字：埃俄皮斯（Aiopis）、安忒亚（Antheia）、多娜喀斯（Donakis）、卡吕普索（Kalypso）、墨耳墨萨（Mermesa）、涅利萨（Nelisa）和塔拉（Tara） （页面存档备份，存于）。
关于赫斯珀里得斯的来历有以下几种：
- 夜晚神倪克斯之女（《神谱》211，215）
- 提坦神阿特拉斯和普勒俄涅（或赫斯珀里斯）之女
- 大海神福耳库斯和刻托之女
- 金星神赫斯珀洛斯之女

## 赫斯珀里得斯圣园
赫斯珀里得斯姊妹都居住在位于世界西方尽头的赫斯珀里得斯圣园里，那里是地球真正的天堂，太阳就在那里落山，即太阳神车结束一天的旅行之地。各种奇花异草都生长在这个庭院里，其中最有名的就是天后赫拉的那颗金苹果树。她们负责与一条百头巨龙拉冬（通常被描绘为蟒蛇）一起守护着金苹果树。
中世纪的基督教作家们把关于赫斯珀里得斯姊妹的金苹果圣园的神话比作樂園的传说，为了能使古希腊的神话与圣经相互呼应。通常赫斯珀里得斯圣园的基本特质都与圣经中的极乐世界伊甸园以及亚瑟王传说中的阿瓦隆（又称为“苹果岛”）相同。